# Patellapis kalutarae
Patellapis kalutarae är en biart som först beskrevs av Cockerell 1911.  Patellapis kalutarae ingår i släktet Patellapis och familjen vägbin. Inga underarter finns listade i Catalogue of Life.